# Catch-22 (加藤和彦のアルバム)
『Catch-22』（キャッチ 22）は、1977年10月5日に東芝EMIから発売された加藤和彦のコンピレーション・アルバムである。

## 解説
『Catch-22』は加藤和彦がデビュー以来在籍していた東芝EMIにおける1967年から1976年までのキャリアを総括するコンピレーション・アルバムである。ザ・フォーク・クルセダーズから、ソロ活動を経てサディスティック・ミカ・バンドに、そしてふたたびソロ活動へ至る1976年までに発表した楽曲から小倉エージ監修のもとに22曲が選ばれ、アナログ・レコード2枚組でリリースされた。CDは加藤の没後である2009年12月16日に、レコードと同内容の2枚組でリリースされている。
なお、アルバム・タイトルはジョセフ・ヘラーの同名小説に因むものだが、22という数字を除いて関連性はない。

## アートワーク
アルバム・カバーにはアメリカの写真家、ノーマン・シーフが撮影した写真が使われ、帯には加藤の楽曲「それから先のことは」の歌詞の一部とともに以下のキャッチコピーが記載され、CDにも継続使用されている。

## 収録曲
楽曲の時間表記は初出CDに基づく。

### DISC 1

#### SIDE A：ザ・フォーク・クルセダーズ時代
1. 帰って来たヨッパライ (I ONLY LIVE TWICE) - (3:24)
作詞：ザ・フォーク・パロディ・ギャング、作曲：加藤和彦、編曲：ザ・フォーク・クルセダーズ
ザ・フォーク・クルセダーズ (以下フォークルと表記) のデビュー・シングル曲。アルバム『紀元貮阡年』収録。
2. オーブル街 (RUE AUBLE) - (2:12)
作詞：松山猛、作曲：加藤和彦、編曲：青木望
前記アルバム収録。
3. 遠い海へ旅に出た私の恋人 (LOVE) - (4:34)
作詞：相沢靖子、作曲：早川義夫
ジャックスの楽曲のカバー。1968年10月7日、東京における『フォークル さよならコンサート』での実況録音。
4. 悲しくてやりきれない (UNBEARABLY SAD) - (3:07)
作詞：サトウハチロー、作曲：加藤和彦、編曲：ありたあきら
フォークルの3枚目となるシングル曲。アルバム『紀元貮阡年』収録。
5. 花のかおりに (FLOWER IN LOVER’S HAIR) - (3:04)
作詞：北山修、作曲：加藤和彦、編曲：青木望
フォークルの7枚目となるシングル「何のために」のカップリング曲。前記アルバム収録。
6. 明日晴れるか (IT WILL BE FINE TOMORROW) - (3:20)
作詞：阿久悠、作曲：加藤和彦、編曲：加藤和彦とそのグループ
加藤のソロ・デビュー・シングル ｢僕のおもちゃ箱｣ のカップリング曲。

#### SIDE B：第一期ソロ時代
1. ぼくのそばにおいでよ (COME TO MY BEDSIDE) - (4:01)
訳詞：日高仁、作詞/作曲：エリック・アンダーソン、編曲：加藤和彦と彼のグループ
加藤のソロ名義による3枚目のシングル曲。アルバム『ぼくのそばにおいでよ』収録。
2. ネズミ・チュウ・チュウ・ネコ・ニャン・ニャン (CHU CHU AND NIYAN NIYAN) - (4:03)
作詞：松山猛、作曲：加藤和彦、編曲：ありたあきら
加藤のソロ名義による2枚目のシングル曲。ただし、ここに収録されたものは前記アルバム・ヴァージョンである。
3. 日本の幸福 (THIS IS MY LAND) - (3:29)
作詞：佐藤信、作曲：加藤和彦、編曲：加藤和彦とそのグループ
前記シングル「ネズミ・チュウ・チュウ、ネコ・ニャン・ニャン」のカップリング曲。前記アルバム・ヴァージョンとはテイクが異なる。
4. 家をつくるなら (THE HOUSE SONG) - (2:23)
作詞：松山猛、作曲/編曲：加藤和彦
加藤のソロ名義による4枚目のシングル曲。アルバム『スーパー・ガス』収録。
5. 不思議な日 (STRANGE DAY OF YOUR LIFE) - (2:45)
作詞：松山猛、作曲/編曲：加藤和彦
前記シングル「家をつくるなら」のカップリング曲。前記アルバム収録。
6. カフェ・ル・モンドのメニュー (MENU DU CAFÉ LE MONDE) - (5:18)
作詞：松山猛、作曲：加藤和彦、編曲：加藤和彦とそのグループ
翁玖美子とのユニット”チッチとサリー”名義によるシングル「チッチとサリー」のカップリング曲。小野和子とのデュエット。

### DISC 2

#### SIDE C：サディスティック・ミカ・バンド時代
1. サイクリング・ブギ (CYCLING BOOGIE) - (2:22)
作詞：つのだ ひろ、作曲/編曲：加藤和彦
サディスティック・ミカ・バンドのデビュー・シングル曲。
2. 影絵小屋 (SHADOW SHOW) - (5:02)
作詞：松山猛、作曲/編曲：加藤和彦
ミカ・バンドのファースト・アルバム『SADISTIC MIKA BAND』収録。
3. 空の果てに腰かけて (I'M SITTIN' ON THE EDGE OF SKIES) - (3:17)
作詞：松山猛、作曲/編曲：加藤和彦
前記アルバム収録。
4. 颱風歌 (TYPHOON) - (3:59)
作詞：松山猛、作曲：加藤和彦・小原礼、編曲：加藤和彦
ミカ・バンドのセカンド・アルバム『黒船』収録。
5. 四季頌歌 (FOUR SEASONS) - (5:45)
作詞：松山猛、作曲/編曲：加藤和彦
前記アルバム収録。

#### SIDE D：第二期ソロ時代
全曲作詞：安井かずみ、作編曲：加藤和彦
1. シンガプーラ (SINGAPURA) - (3:49)
加藤のソロ名義による5枚目のシングル曲。アルバム『それから先のことは…』収録。
2. それから先のことは (SOREKARA SAKI NO KOTOWA) - (5:02)
前記アルバム収録。
3. 光る詩  (HIKARU UTA) - (3:42)
前記アルバム収録。
4. ジャコブ通り (JACOB DORI) - (3:45)
前記アルバム収録。
5. キッチン&ベッド (KITCHEN & BED) - (4:19)
前記シングル「シンガプーラ」のカップリング曲。前記アルバム収録。

#### ボーナス・トラック
2017年6月28日にユニバーサルミュージックジャパンから発売されたリイシュー盤『Catch-22+2』(UICY-7010〜11) には以下の2曲のボーナス・トラックが追加されている。
時間表記は前記CDに基づく。
1. あの素晴しい愛をもう一度 - (3:12)
作詞：北山修、作曲：加藤和彦、編曲：葵まさひこ
”加藤和彦と北山修”名義によるシングル曲。
2. 僕を呼ぶ故郷 - (2:35)
作詞：北山修、作曲：加藤和彦、編曲：葵まさひこ
前記シングルのカップリング曲。北山と加藤が亀渕昭信と斉藤安弘によるユニット、”カメ&アンコー”に提供した楽曲のセルフカバー。

## クレジット
- All Music Composed by Kazuhiko Kato
Except "LOVE" Composed by Yoshio Hayakawa, "COME TO MY BEDSIDE" Composed by Eric Andersen
- Words Written by Osamu Kitayama, Takeshi Matsuyama, Hachiro Sato, Yuu Aku, Makoto Sato, Yasuko Aizawa, Hiro Tsunoda & Kazumi Yasui
- Album Produced by Kazuhiko Kato
- Associate Producer – Hiroshi Shigemi
- Supervisor – Age Ogura
- Executive Producer – Kazunaga Nitta
- Engineers – Ryoji Hachiya, Tomiji Iyobe, Jerry Masters, Steve Melton, Jack Adams & Loyd Clifft
- Photographer – Norman Seeff

### ミュージシャン
- Hiro Tsunoda
- Jun Fukamachi
- Yukihiro Takahashi
- Masayoshi Takanaka
- Hiroshi Imai
- Ray Ohara
- Tsugutoshi Goto
- Takahiko Ishikawa
- Takashi Nishioka
- Takasuke Kida
- Shigenori Kamiya
- Kawachi Kuni
- Jimmy Johnson
- Barry Beckett
- Roger Hawkins
- David Hood
- Pete Carr
- Tim Henson
- Harrison Calloway
- Harvey Thompson
- Charles Rose
- Ronnie Eades

## 発売履歴
| 形態 | 発売日         | レーベル | 品番           | アートワーク | 解説     | リマスタリング | 初出/再発 | 備考                                        |
| ---- | -------------- | -------- | -------------- | ------------ | -------- | -------------- | --------- | ------------------------------------------- |
| LP   | 1977年10月05日 | DOUGHNUT | DTP-60230〜31  | Norman Seeff | なし     | なし           | 初出      | A式ジャケット                               |
| CD   | 2009年12月16日 | DOUGHNUT | TOCT-26929〜30 | Norman Seeff | なし     | 記載なし       | 初出      |                                             |
| CD   | 2017年06月28日 | EXPRESS  | UPCY-7310〜11  | Norman Seeff | 小松喜冶 | 記載なし       | 再発      | 【名盤発見伝 ジャパニーズ・グラフィティー】 |